# Serie A (1936/1937)
Serie A 1936/1937 – 37. edycja najwyższej w hierarchii klasy mistrzostw Włoch w piłce nożnej, organizowanych przez Direttorio Divisioni Superiori, które odbyły się od 13 września 1936 do 16 maja 1937. Mistrzem została Bologna, zdobywając swój czwarty tytuł.

## Organizacja
Liczba uczestników pozostała bez zmian (16 drużyn). Lucchese i Novara awansowali z Serie B. Rozgrywki składały się z meczów, które odbyły się systemem kołowym u siebie i na wyjeździe, w sumie 34 rundy: 2 punkty przyznano za zwycięstwo i po jednym punkcie w przypadku remisu, z możliwą dogrywką, rozstrzygać sytuacje ex aequo w końcowej klasyfikacji.. Zwycięzca rozgrywek ligowych otrzymywał tytuł mistrza Włoch. Dwie ostatnie drużyny spadało do Serie B.

## Drużyny

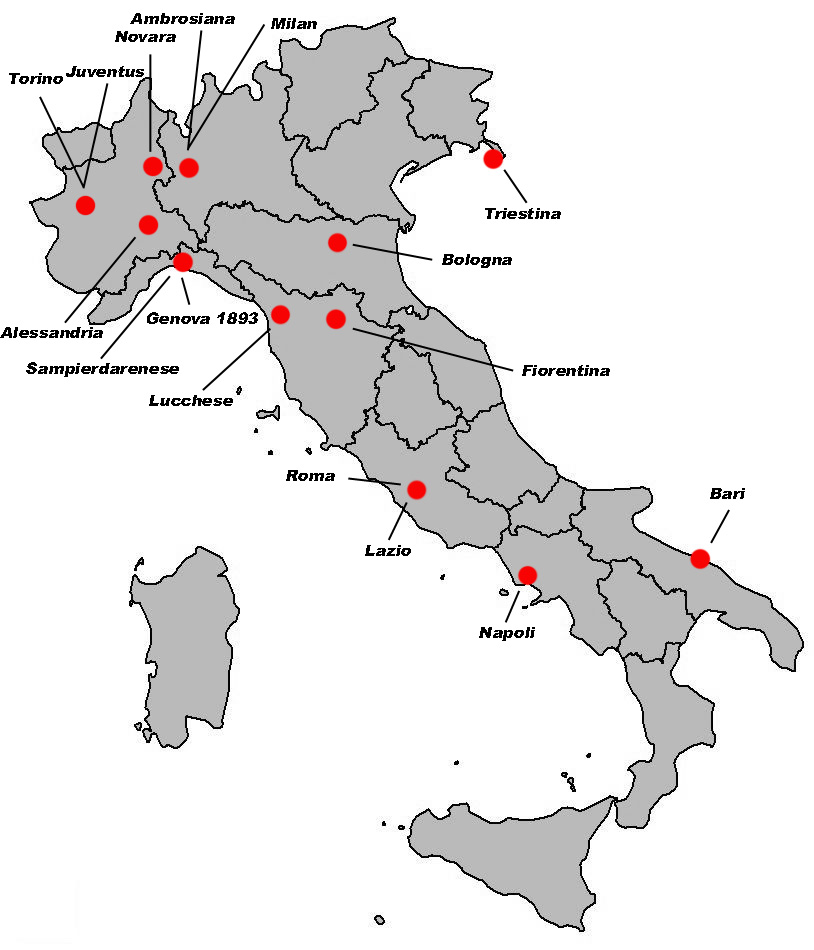
Lokalizacja klubów grających w Serie A

| Uczestnicy poprzedniej edycji                                                                                 | Uczestnicy poprzedniej edycji | Uczestnicy poprzedniej edycji | Uczestnicy poprzedniej edycji |
| --- | ----------------------------- | ----------------------------- | ----------------------------- |
| ALE | Alessandria                   | 8                             |                               |
| AMB | Ambrosiana-Inter              | 4                             |                               |
| BAR | Bari                          | 14                            |                               |
| BOL | Bologna                       | 1                             |                               |
| FIO | Fiorentina                    | 12                            |                               |
| GEN | Genova 1893                   | 8                             |                               |
| JUV | Juventus                      | 5                             |                               |
| LAZ | Lazio                         | 7                             |                               |
| MIL | Milan                         | 8                             |                               |
| NAP | Napoli                        | 8                             |                               |
| ROM | Roma                          | 2                             |                               |
| SAM | Sampierdarenese               | 12                            |                               |
| TOR | Torino                        | 3                             |                               |
| TRI | Triestina                     | 6                             |                               |
| Awans z Serie B 1935/1936                                                                                     |                               |                               |                               |
| LUC | Lucchese                      | 1                             |                               |
| NOV | Novara                        | 1                             |                               |
| Oznaczenia: - kolumna pierwsza – skróty nazw drużyn, - kolumna trzecia – miejsce zajęte w poprzednim sezonie. |                               |                               |                               |

## Tabela
| Poz | Klub             | M  | Z  | R  | P  | GZ | GS | +/- | Pkt | Uwagi       |
| --- | ---------------- | -- | -- | -- | -- | -- | -- | --- | --- | ----------- |
| 1.  | Bologna          | 30 | 15 | 12 | 3  | 45 | 26 | +19 | 42  | Mistrzostwo |
| 2.  | Lazio            | 30 | 17 | 5  | 8  | 56 | 42 | +14 | 39  |             |
| 3.  | Torino           | 30 | 13 | 12 | 5  | 50 | 25 | +25 | 38  |             |
| 4.  | Milan            | 30 | 13 | 10 | 7  | 39 | 29 | +10 | 36  |             |
| 5.  | Juventus         | 30 | 12 | 11 | 7  | 53 | 31 | +22 | 35  |             |
| 6.  | Genova 1893      | 30 | 11 | 11 | 8  | 51 | 36 | +15 | 33  |             |
| 7.  | Ambrosiana-Inter | 30 | 9  | 13 | 8  | 43 | 35 | +8  | 31  |             |
| 7.  | Lucchese         | 30 | 9  | 13 | 8  | 39 | 43 | -4  | 31  |             |
| 9.  | Fiorentina       | 30 | 9  | 12 | 9  | 34 | 32 | +2  | 30  |             |
| 10. | Roma             | 30 | 10 | 7  | 13 | 36 | 45 | -9  | 27  |             |
| 10. | Bari             | 30 | 9  | 9  | 12 | 35 | 45 | -10 | 27  |             |
| 12. | Triestina        | 30 | 7  | 12 | 11 | 29 | 36 | -7  | 26  |             |
| 13. | Napoli           | 30 | 8  | 8  | 14 | 31 | 39 | -8  | 24  |             |
| 14. | Sampierdarenese  | 30 | 6  | 10 | 14 | 32 | 46 | -14 | 22  |             |
| 15. | Novara           | 30 | 8  | 5  | 17 | 43 | 62 | -19 | 21  | Spadek      |
| 16. | Alessandria      | 30 | 8  | 2  | 20 | 23 | 67 | -44 | 18  | Spadek      |

## Wyniki
| Gospodarz \ Gość | ALE | AMB | BAR | BOL | FIO | GEN | JUV | LAZ | LUC | MIL | NAP | NOV | ROM | SAM | TOR | TRI |
| Alessandria      |     | 0:3 | 0:2 | 0:1 | 1:0 | 2:1 | 1:0 | 1:5 | 1:0 | 1:3 | 2:0 | 1:3 | 5:3 | 1:0 | 0:0 | 0:0 |
| Ambrosiana-Inter | 3:0 |     | 2:2 | 0:1 | 2:2 | 0:1 | 2:0 | 2:2 | 2:2 | 1:1 | 2:2 | 3:1 | 2:1 | 1:1 | 1:0 | 1:2 |
| Bari             | 2:1 | 1:1 |     | 0:1 | 1:1 | 1:0 | 1:1 | 0:2 | 2:0 | 2:0 | 3:1 | 4:1 | 1:0 | 0:1 | 0:0 | 4:0 |
| Bologna          | 4:0 | 1:0 | 2:2 |     | 1:1 | 4:4 | 1:1 | 1:1 | 0:0 | 2:0 | 2:1 | 5:1 | 1:0 | 4:1 | 0:1 | 2:0 |
| Fiorentina       | 1:0 | 1:0 | 1:0 | 0:0 |     | 1:2 | 2:2 | 5:1 | 2:2 | 1:2 | 1:1 | 1:0 | 2:0 | 2:1 | 1:0 | 2:1 |
| Genova 1893      | 4:0 | 1:2 | 3:1 | 0:1 | 1:1 |     | 1:1 | 4:1 | 1:1 | 0:1 | 0:1 | 5:1 | 3:1 | 1:1 | 2:2 | 4:3 |
| Juventus         | 4:1 | 1:1 | 2:0 | 0:0 | 3:0 | 2:2 |     | 6:1 | 1:1 | 2:0 | 2:0 | 1:1 | 5:1 | 3:1 | 0:1 | 0:0 |
| Lazio            | 4:0 | 1:0 | 3:1 | 0:0 | 2:1 | 2:1 | 1:0 |     | 2:1 | 3:0 | 4:0 | 1:0 | 0:1 | 1:0 | 0:0 | 2:1 |
| Lucchese         | 1:0 | 1:0 | 0:0 | 2:2 | 1:1 | 2:2 | 1:1 | 1:0 |     | 0:0 | 3:2 | 3:1 | 5:1 | 1:0 | 3:1 | 1:1 |
| Milan            | 4:1 | 1:1 | 4:0 | 1:0 | 1:0 | 2:2 | 3:4 | 5:3 | 3:0 |     | 1:0 | 2:0 | 1:0 | 2:2 | 0:0 | 0:0 |
| Napoli           | 2:0 | 2:1 | 3:0 | 0:1 | 1:0 | 0:0 | 0:1 | 3:5 | 4:2 | 0:1 |     | 4:0 | 0:0 | 0:2 | 1:1 | 0:0 |
| Novara           | 3:4 | 3:5 | 1:1 | 4:0 | 2:1 | 1:0 | 0:2 | 2:4 | 1:2 | 1:0 | 0:0 |     | 5:1 | 3:3 | 0:0 | 2:1 |
| Roma             | 1:0 | 0:0 | 5:2 | 0:1 | 2:2 | 0:0 | 3:1 | 3:1 | 3:0 | 0:0 | 1:0 | 1:0 |     | 3:0 | 1:1 | 1:3 |
| Sampierdarenese  | 5:0 | 2:2 | 2:0 | 2:2 | 1:1 | 0:2 | 2:6 | 0:2 | 3:0 | 0:0 | 0:2 | 2:1 | 0:1 |     | 0:1 | 0:0 |
| Torino           | 5:0 | 1:2 | 6:1 | 3:3 | 0:0 | 1:3 | 2:1 | 2:2 | 2:2 | 3:1 | 3:0 | 4:1 | 2:0 | 4:0 |     | 2:0 |
| Triestina        | 3:0 | 1:1 | 1:1 | 1:2 | 1:0 | 0:1 | 1:0 | 1:0 | 4:1 | 0:0 | 1:1 | 1:4 | 2:2 | 0:0 | 0:2 |     |

Źródło: Almanacco Illustrato del Calcio - La Storia 1898-2004, Panini Edizioni, Modena, September 2005 (wł.)
Objaśnienia:
1Drużyna gospodarzy jest wymieniona po lewej stronie tabeli.
Kolory: zielony – zwycięstwo gospodarzy, żółty – remis, różowy – zwycięstwo gości.

## Najlepsi strzelcy
| Bramki | Strzelcy               | Drużyna     |
| ------ | ---------------------- | ----------- |
| 21     | Silvio Piola           | Lazio       |
| 18     | Guglielmo Gabetto      | Juventus    |
| 17 (1) | Pietro Buscaglia       | Torino      |
| 16     | Alfredo Marchionneschi | Genova 1893 |
| 16 (1) | Felice Borel (II)      | Juventus    |

## Skład mistrzów
| Zwycięzca Serie A 1936/37 |
| ------------------------- |
| Bologna 4 Tytuł           |

| formacja                                                                                    | Piłkarz (liczba meczów) |
| ------------------------------------------------------------------------------------------- | --- |
| Ceresoli Fiorini Gasperi Montesanto Andreolo Corsi Sansone Fedullo Biavati Reguzzoni Busoni | Carlo Ceresoli (27) |
| Ceresoli Fiorini Gasperi Montesanto Andreolo Corsi Sansone Fedullo Biavati Reguzzoni Busoni | Dino Fiorini (30) |
| Ceresoli Fiorini Gasperi Montesanto Andreolo Corsi Sansone Fedullo Biavati Reguzzoni Busoni | Felice Gasperi (15) |
| Ceresoli Fiorini Gasperi Montesanto Andreolo Corsi Sansone Fedullo Biavati Reguzzoni Busoni | Mario Montesanto (30) |
| Ceresoli Fiorini Gasperi Montesanto Andreolo Corsi Sansone Fedullo Biavati Reguzzoni Busoni | Michele Andreolo (25) |
| Ceresoli Fiorini Gasperi Montesanto Andreolo Corsi Sansone Fedullo Biavati Reguzzoni Busoni | Giordano Corsi (30) |
| Ceresoli Fiorini Gasperi Montesanto Andreolo Corsi Sansone Fedullo Biavati Reguzzoni Busoni | Raffaele Sansone (29) |
| Ceresoli Fiorini Gasperi Montesanto Andreolo Corsi Sansone Fedullo Biavati Reguzzoni Busoni | Francisco Fedullo (30) |
| Ceresoli Fiorini Gasperi Montesanto Andreolo Corsi Sansone Fedullo Biavati Reguzzoni Busoni | Amedeo Biavati (16) |
| Ceresoli Fiorini Gasperi Montesanto Andreolo Corsi Sansone Fedullo Biavati Reguzzoni Busoni | Carlo Reguzzoni (29) |
| Ceresoli Fiorini Gasperi Montesanto Andreolo Corsi Sansone Fedullo Biavati Reguzzoni Busoni | Giovanni Busoni (29) |
| Ceresoli Fiorini Gasperi Montesanto Andreolo Corsi Sansone Fedullo Biavati Reguzzoni Busoni | Pozostałe piłkarze: Pietro Ferrari (3), Mario Pagotto (15), Aldo Donati (5), Bruno Maini (11), Lodovico De Filippis (4), Angelo Schiavio (2). |